# Dàlneie (Primórie)
|  | Per a altres significats, vegeu «Dàlneie». |

Dàlneie (en rus: Дальнее) és un poble del krai de Primórie, a l'Extrem Orient de Rússia, que en el cens del 2010 tenia 142 habitants.